# Desa Sidosari (administrativ by i Indonesien, lat -6,99, long 109,52)
Desa Sidosari är en administrativ by i Indonesien.   Den ligger i provinsen Jawa Tengah, i den västra delen av landet, 300 km öster om huvudstaden Jakarta.